# Piotr Świerczewski
Piotr Jarosław Świerczewski (uitspraak: [ˈpʲɔtr ɕfiɛrˈtʂɛfski], ong. pjotr sjfiërtjefskie) (Nowy Sącz, 8 april 1972) is een voormalig profvoetballer uit Polen die als middenvelder speelde. Hij sloot zijn actieve carrière in 2010 af bij ŁKS Łódź.

## Clubcarrière
Świerczewski begon zijn profloopbaan bij GKS Katowice en vertrok in 1993 naar het buitenland. Hij speelde in Frankrijk, Japan en Engeland, en keerde in 2003 terug in zijn vaderland.

## Interlandcarrière
Świerczewski speelde zeventig interlands (drie doelpunten) voor de nationale ploeg van Polen in de periode 1992–2003. Hij maakte zijn debuut op 26 november 1992 in de vriendschappelijke uitwedstrijd tegen Argentinië (2-0), onder leiding van bondscoach Andrzej Strejlau.
Eerder dat jaar won Świerczewski met Polen de zilveren medaille bij de Olympische Spelen in Barcelona. Hij kwam in vijf van de zes duels in actie voor de selectie die onder leiding stond van bondscoach Janusz Wójcik.

## Erelijst
SC Bastia
- UEFA Intertoto Cup

1997
 GKS Katowice
- Pools bekerwinnaar

1991, 1993
- Poolse Supercup

1992
 Lech Poznań
- Pools bekerwinnaar

2004
- Poolse Supercup

2004
 Dyskobolia Grodzisk Wielkopolski
- Pools bekerwinnaar

2007
 Polen
- Olympische Spelen

Barcelona 1992 →  zilveren medaille